# Parker Posey

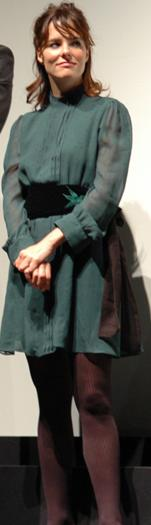
Parker Posey el 2006.

Parker Christian Posey és una actriu estatunidenca nascuda el 8 de novembre de 1968 a Baltimore (Maryland).

## Biografia
La seva mare era xef de cuina i el seu pare tenia un concessionari de cotxes Chevrolet. Té un germà bessó, Christopher, que treballa com a advocat a Atlanta. El seu primer nom, vàlid per a homes i dones, va ser un homenatge del seu pare a la supermodel dels anys 50, Suzy Parker.
Va passar la seva infantesa vivint en diferents ciutats dels Estats Units i va ser educada en la religió catòlica.
Va estudiar a la Universitat de Nova York on va compartir habitació amb la també actriu Sherry Stringfield. Els seus primers treballs van ser en diferents sèries de televisió.
La primera vegada que va tenir un treball en un llargmetratge, va ser a Dazed And Confused (1993), de Richard Linklater. Aquell mateix any, va estar rodant Flirt, per primera vegada a les ordres del director Hal Hartley. A partir d'aquell moment, es va convertir en una de les actrius fetitxe d'aquest cineasta. Després de treballar amb ell en algun curtmetratge, va tornar a interpretar un paper protagonista a Amateur (1994), també de Hartley, en la qual compartia protagonisme amb l'actriu francesa Isabelle Huppert.
Un any més tard, s'estrenaria Flirt (1995), la cinta sobre la passió humana que el director repartiria en tres ciutats diferents del món (Nova York, Berlín i Tòquio). Aquell mateix any, donaria vida a un petit paper a  The Doom Generation (1995), obra del director Gregg Araki. El pintor i director de cinema Julian Schnabel li va reservar un paper per a la seva òpera prima com a director, Basquiat (1996). Una altra cinta en què va participar va ser subUrbia (1996), en la que es va posar de nou sota les ordres de Richard Linklater.
Un dels papers en els quals més ha destacat va ser a The House of Yes (1997), de Mark Waters, en la qual donava vida a una noia pertorbada, obsessionada amb Jackie Kennedy i enamorada del seu propi germà. A  Clockwatchers  (1997), de Jill Sprecher, era una de les secretàries que viuen pendents que arribi l'hora d'acabar la jornada laboral. Al costat d'ella en el repartiment es trobaven Toni Collette i Lisa Kudrow.
Torna a posar-se a les mans de Hartley a Henry Fool (1997) donant vida a Fay Grim, un personatge que reprendria deu anys més tard amb el mateix director.
Al costat de la parella Tom Hanks i Meg Ryan, participa a Tens un e-mail (1998), de Nora Ephron.
L'any 2000 s'incorpora al repartiment de la reeixida saga de Wes Craven, Scream 3, una sèrie coneguda per l'homenatge constant que fa a les pel·lícules de terror de la dècada dels 80.
També va treballar a Josie And The Pussycats (2001), una pel·lícula de Harry Elfont i Deborah Kaplan, on interpreta Fiona, la directora d'una discogràfica. Va tenir un petit paper a La cosa més dolça (2002), una pel·lícula de Roger Kumble que tenia com a protagonista a Cameron Diaz. Va participar també en una comèdia protagonitzada per Pierce Brosnan i Julianne Moore, Laws of Attraction (2004), de Peter Howitt.
Combinant la seva tendència a protagonitzar títols independents, Posey també ha participat en productes merament comercials com Blade: Trinity (2004), de David S. Goyer, o Superman returns (2006), de Bryan Singer.
De tornada a les ordres de Hartley, protagonitza el 2006 Fay Grim , on reprèn el paper interpretat deu anys abans a Henry Fool. Entre els seus últims treballs es troba el de protagonista a  Broken English  (2007), de Zoe R. Cassavettes, filla de l'actor i director John Cassavettes i de l'actriu Gena Rowlands.
Entre els treballs de doblatge que ha fet per a projectes d'animació es troben la seva participació en sèries com  Futurama  o  Els Simpson .
Per la seva participació en títols de rellevància del cinema independent, la revista Time la va batejar com "Reina dels Indies". Un altre apel·latiu pel qual se la coneix és el de Missy. Tot i que ha estat nominada en diverses ocasions a diferents premis en diferents convocatòries, especialment pels seus treballs per a televisió, l'únic premi rebut ha estat un reconeixement especial pel seu protagonisme a The house of Yes.
Entre altres papers per als quals se l'ha tingut en compte es troba el de Rachel en la sèrie de televisió d'èxit internacional Friends. També se la va tenir en compte pel paper de Kimmy a La boda del meu millor amic (1997), de P.J. Hogan.
A part dels seus treballs en cinema, Posey també treballa regularment en diferents projectes teatrals. També toca la mandolina (com va fer en algun tema de The Dandy Warhols) i canta. Un dels seus hobbies és la ceràmica. També actua com a editora per a la revista literària Open City. Entre les seves relacions emocionals se li coneix una de llarga amb el cantant i compositor Ryan Adams. Entre els seus grups favorits es troben Belle & Sebastian i Sigur Rós.
Ha comentat que "la gent pensa que com se'm coneix com la Reina dels Indies només he d'esperar asseguda a triar la pel·lícula que em vingui de gust fer. El que és cert és que hi ha hagut un munt de treballs que he volgut fer i que no m'han cridat per fer-los".

## Filmografia
- Alcohòlics (1995)
- Esperant en Guffman (Waiting for Guffman) (1996)
- Gairebé totes les dones són iguals (The Misadventures of Margaret) (1998)
- Scream 3 (2000)
- Josie and the Pussycats (2001)
- Personal Velocity: Three Portraits (2002)
- The sweetest thing (2002)
- La força del vent (2003)
- The Event (2003)
- Laws of Attraction (2004)
- Blade:Trinity (2004)
- Frankenstein (2004)
- Adam I Steve (2005)
- Superman Returns (veu) (2006)
- The Oh in Ohio (2006)
- Broken English  (2007)
- The Return of Jezebel James (2008)
- The Eye (2008)
- Bored to Death (2009)
- Happy Tears (2009)
- Spring Breakdown (2009)
- Happy Tears (2010)
- Inside Out (2011)
- The Love Guide (2011)
- Price Check (2012)
- Highland Park (2013)
- HairBrained (2013)
- And Now a Word From Our Sponsor (2013)
- Grace of Monaco (2014)
- Ned Rifle (2014)
- Irrational Man (2015)
- Café Society (2016)
- The Architect (2016)
- Mascots (2016)
- Columbus (2017)
- The Con Is On (2018)